# Pastinaca montana
Pastinaca montana är en flockblommig växtart som beskrevs av Calest. Pastinaca montana ingår i släktet palsternackor, och familjen flockblommiga växter. Inga underarter finns listade i Catalogue of Life.